# Rothmannia liebrechtsiana
Rothmannia liebrechtsiana là một loài thực vật có hoa trong họ Thiến thảo. Loài này được (De Wild. & T.Durand) Keay miêu tả khoa học đầu tiên năm 1958.